# Coșevița

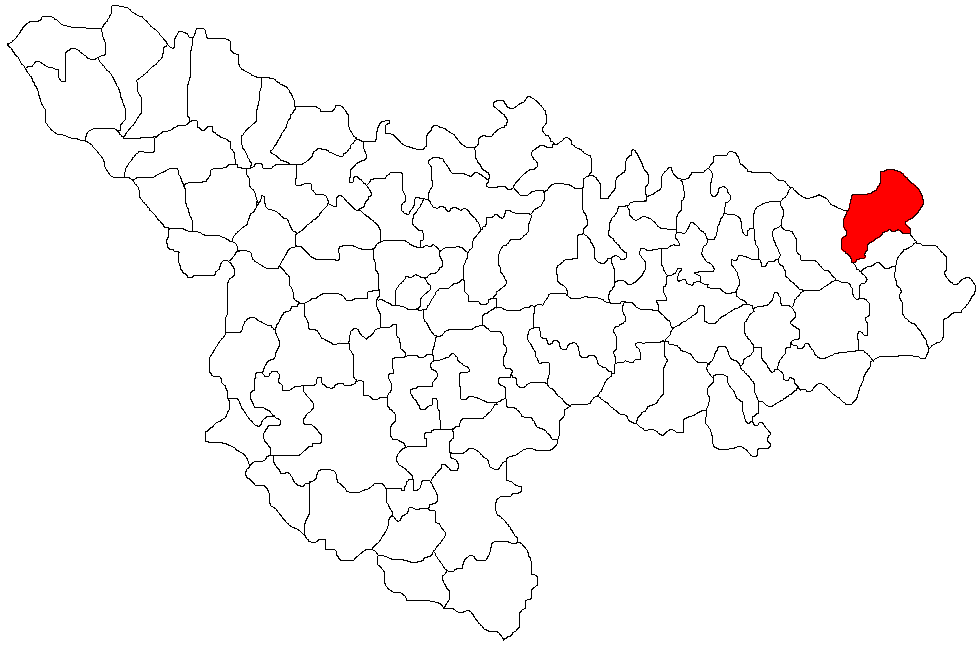
Lage der Gemeinde Margina im Kreis Timiș

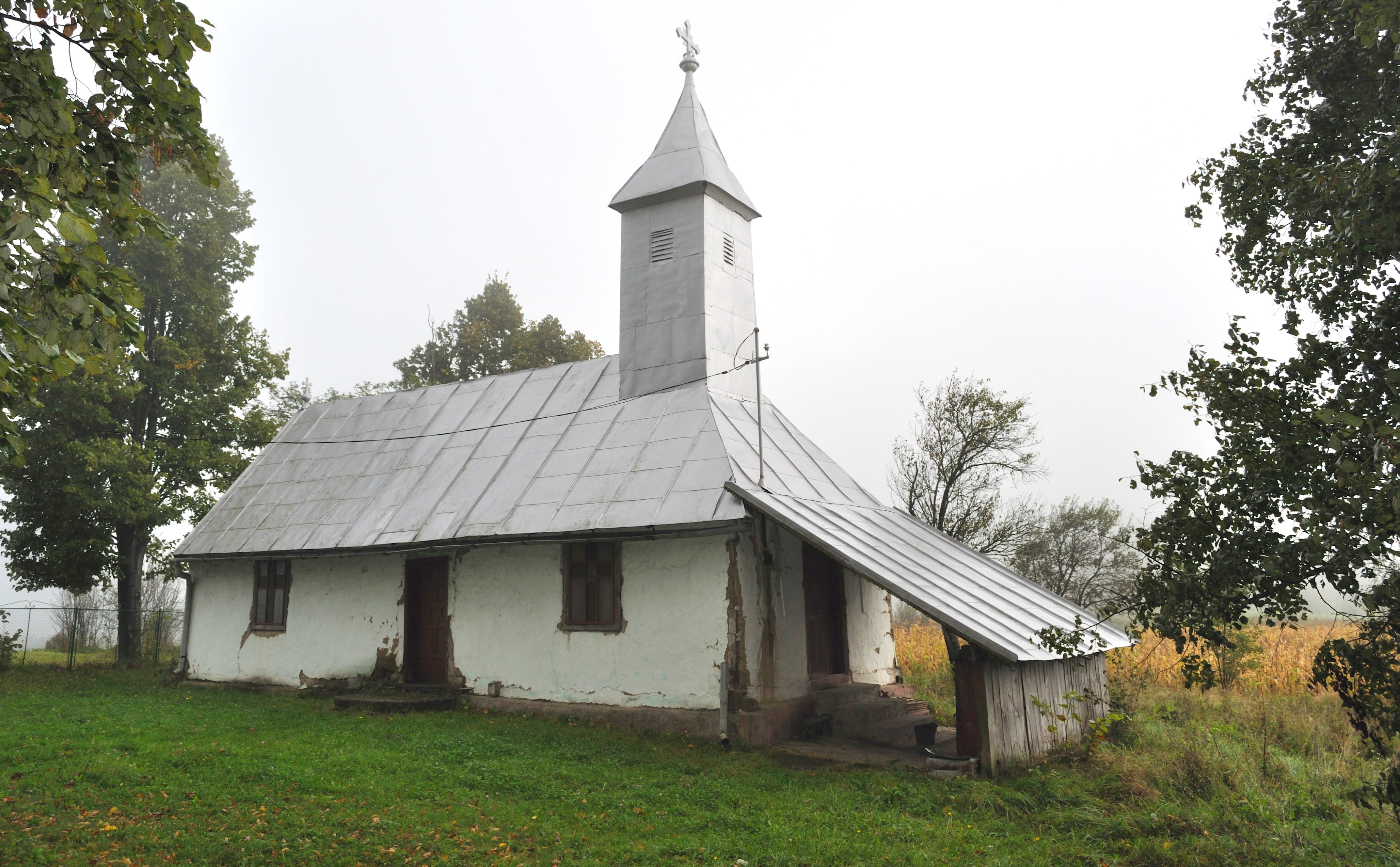
Holzkirche von Coșevița

Coșevița (ungarisch Kiskossó) ist ein Dorf im Kreis Timiș, Banat, Rumänien. Coșevița gehört zur Gemeinde Margina.

## Geografische Lage
Coșevița liegt im äußersten Osten des Kreises Timiș, an der Nationalstraße DN68A Lugoj-Deva, dicht an der Grenze zum Kreis Caraș-Severin.

## Nachbarorte
| Bulza     | Holdea                                      | Cosești        |
| Nemeșești | Kompassrose, die auf Nachbargemeinden zeigt | Baștea         |
| Homojdia  | Pietroasa                                   | Lăpugiu de Sus |

## Geschichte
Erstmals wurde Kiskossó 1540 urkundlich erwähnt. Während der Türkenkriege wurde die Siedlung verwüstet. In den Aufzeichnungen des Gelehrten Luigi Ferdinando Marsigli findet die Ortschaft keine Erwähnung. Auch auf der Josephinischen Landaufnahme von 1717 ist der Ort nicht eingetragen. Ebenso nicht auf der Mercy-Karte von 1723. Deshalb ist davon auszugehen, dass die Ortschaft erst danach gegründet wurde. Die Historiker Nagy und Fenyes gehen sogar davon aus, dass Kiskossó erst im 20. Jahrhundert durch Zuwanderung aus den umliegenden Dörfern gegründet wurde.
Bis zum Ersten Weltkrieg gehörte das Banat zum Königreich Ungarn innerhalb der Doppelmonarchie. Der amtliche Ortsname war Kiskossó.
Der Vertrag von Trianon am 4. Juni 1920 hatte die Dreiteilung des Banats zur Folge, wodurch die Ortschaft an das Königreich Rumänien fiel. Seitdem ist die amtliche Ortsbezeichnung Coșevița. In der Zwischenkriegszeit gehörte Coșevița zum Stuhlbezirk Margina, Kreis Severin. Heute gehört es zur Gemeinde Margina und zum Kreis Timiș.
Die Holzkirche von Coșevița steht unter Denkmalschutz.

## Demografie
| 1880 | 121 | 119 | - | 2 | - |
| 1910 | 152 | 151 | - | 1 | - |
| 1930 | 159 | 159 | - | - | - |
| 1977 | 111 | 111 | - | - | - |
| 2002 | 61  | 61  | - | - | - |